# Евтович, Марко
Марко Евтович (серб. Марко Јевтовић; 24 июля 1993, Белград, СРЮ) — сербский футболист, полузащитник клуба «Газиантеп».

## Карьера
Воспитанник футбольного клуба «Земун». Профессиональную карьеру начал в команде «Срем» (Яково). С 2011 по 2012 год являлся игроком московского «Динамо», однако не сыграл ни одного матча в основном составе. Также выступал за клубы: «Сопот», «Хайдук», «Нови Пазар».
Летом 2015 года Евтович стал игроком белградского «Партизана». 14 июля дебютировал в основном составе в матче Лиги чемпионов против грузинской «Дилы», а спустя три дня сыграл свой первый матч в суперлиге Сербии.

## Достижения
«Партизан»
- Вице-чемпион Сербии: 2015/16
- Обладатель кубка Сербии: 2015/16